# Karl Trautmann (Fußballspieler)

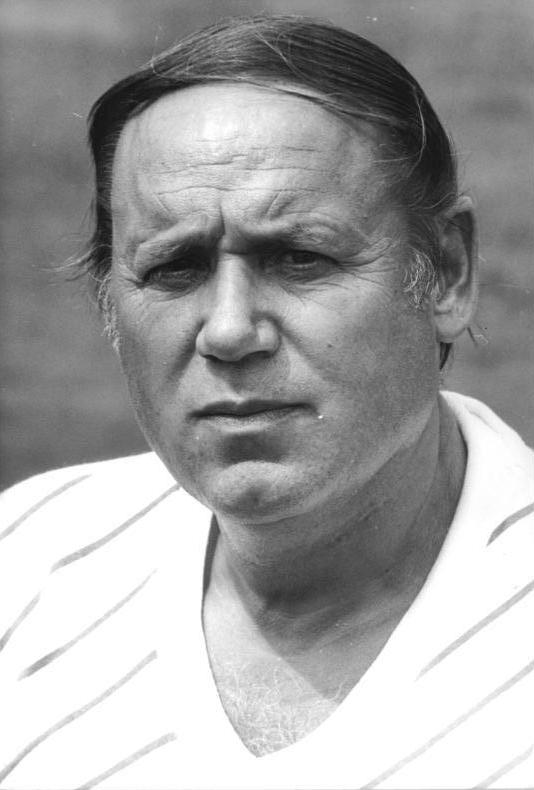
Karl Trautmann 1988

Karl Trautmann (* 26. April 1932 in Erfurt) ist ein ehemaliger Fußballspieler und -trainer im Spielbetrieb des DDR-Fußball-Verbandes. Als Trainer betreute er die Erstliga-Mannschaften des FC Vorwärts Frankfurt (Oder), des Halleschen FC Chemie und der BSG Stahl Eisenhüttenstadt. Mit Frankfurt und Eisenhüttenstadt erreichte er das Endspiel um den DDR-Fußballpokal, konnte den Pokal aber nicht gewinnen. 

## Sportliche Laufbahn

### Fußballspieler
Als Nachwuchsspieler in seiner Heimatstadt spielte Trautmann von 1946 bis 1951 bei der Sportgemeinschaft Erfurt-West bzw. bei deren Nachfolgern SG Fortuna, Betriebssportgemeinschaft (BSG) KWU und BSG Turbine. In der Saison 1951/52 war er bei der Ost-Berliner BSG Einheit Pankow aktiv. 1952 nahm er ein Sportlehrerstudium an der Leipziger Sporthochschule DHfK auf und war Mitglied der Fußballmannschaft der Hochschulsportgemeinschaft (HSG) DHfK Leipzig. 1954 stieg er mit der HSG in die drittklassige Bezirksliga Leipzig auf. Nach einem einjährigen Zwischenspiel beim SC Rotation Leipzig 1956 schloss sich Trautmann 1957 dem Bezirksligisten BSG Motor Suhl an. Weder in Pankow noch in Leipzig bei Rotation gehörte er zu den Oberligaspielern. Mit Suhl stieg er bereits nach einem Jahr in die zu dieser Zeit drittklassige II. DDR-Liga auf. Nachdem 1963 die II. DDR-Liga aufgelöst worden war, spielte Trautmann mit Suhl noch ein Jahr wieder in der Bezirksliga. Danach beendete er seine Laufbahn als Fußballspieler.

### Fußballtrainer
1971 begann Trautmann seine Trainerlaufbahn beim FC Vorwärts Frankfurt (Oder), dem Fußballzentrum der DDR-Armeesportvereinigung. In der Saison 1975/76 trainierte er zusammen mit Jürgen Großheim die Oberligamannschaft des FC Vorwärts und erreichte mit ihr das Endspiel um den DDR-Fußballpokal. Die Armeemannschaft unterlag jedoch dem 1. FC Lok Leipzig klar mit 0:3. Da auch die Oberligasaison mit dem 12. Platz enttäuschend verlaufen war, wurde Trautmann nach nur einem Jahr wieder entlassen. Von 1978 bis 1982 bekleidete er beim FC Vorwärts den Posten des Cheftrainers, zuständig für den gesamten Trainerbereich, aber ohne Verantwortung für den eigentlichen Spielbetrieb. In den Jahren 1983 und 1984 trainierte Trautmann die Nationalmannschaft Syriens. 
Nach seiner Rückkehr in die DDR übernahm er am 1. Juli 1984 den Trainerposten beim zweitklassigen DDR-Ligisten Stahl Eisenhüttenstadt, der nach einem dritten Platz in der abgelaufenen Saison Hoffnungen auf einen Oberligaaufstieg hegte. Nach einem zweiten Platz in seiner ersten Saison stürzte Traumanns Mannschaft 1986 auf den zehnten Platz ab, was seine Entlassung zur Folge hatte. Zum Saisonbeginn 1986/87 wechselte Trautmann zum Halleschen FC Chemie, der nach seinem Oberligaabstieg 1984 seit zwei Jahren auf den Wiederaufstieg wartete. Trautmann schaffte es binnen eines Jahres, den HFC in die Oberliga zurückzuführen und führte den Neuling 1987/88 überraschend auf den fünften Platz. Auch in den folgenden Spielzeiten gelang es Trautmann, mit Halle den Klassenerhalt zu sichern. Unter seiner Leitung begannen die später erfolgreichen Spieler Dariusz Wosz, René Tretschok und Steffen Karl ihre Karriere. Nach einer Spielerrevolte vor Beginn der Saison 1990/91 wurde Trautmann beim HFC noch vor Saisonbeginn entlassen. Daraufhin kehrte er zur BSG Stahl Eisenhüttenstadt zurück, deren Mannschaft in der Vorsaison in die Oberliga aufgestiegen war. Sein Auftrag war die Qualifikation für eine der Profiligen des DFB-Spielbetriebes. Die Eisenhüttenstädter, während der Saison in den Fußballclub Stahl umgewandelt, verpassten zwar die Qualifikation zur 2. Bundesliga, erreichten aber das letzte Endspiel um den DDR-Fußballpokal. Doch auch in seinem zweiten Pokalfinale blieb Trautmann mit seiner Mannschaft sieglos, der Eisenhüttenstädter FC Stahl unterlag dem letzten DDR-Meister Hansa Rostock mit 0:1. Damit endete seine Tätigkeit in Eisenhüttenstadt. 
Ab Herbst 1991 war Trautmann Trainer bei der Sportvereinigung Aurich in Ostfriesland. Er führte das Team in der Verbandsliga Niedersachsen auf den fünften Rang. Zur Winterpause der Saison 1992/93 trat er zurück.